# Cole Jarrett
Cole Jarrett (* 4. Januar 1983 in Sault Ste. Marie, Ontario) ist ein kanadischer Eishockeyspieler, der seit 2017 bei den Belfast Giants in der Elite Ice Hockey League unter Vertrag steht. Sein Bruder Patrick Jarrett ist ebenfalls ein professioneller Eishockeyspieler.

## Karriere
Jarrett begann seine Karriere 1999 bei den Plymouth Whalers in der kanadischen Juniorenliga OHL. Bereits in seinem zweiten Jahr konnte der Verteidiger in 60 Spielen 48 Scorerpunkte erzielen und war damit der punktbeste Abwehrspieler seines Teams. In den nächsten zwei Jahren konnte Jarrett seine Scorerqualitäten beibehalten und seine Punkteausbeute weiter steigern. Folgerichtig wurden die Scouts diverser NHL-Teams auf den Linksschützen aufmerksam, sodass er im NHL Entry Draft 2001 in der fünften Runde an 141. Stelle von den Columbus Blue Jackets ausgewählt wurde.
Daraufhin wechselte Cole Jarrett in die American Hockey League zu den Bridgeport Sound Tigers. Nach anfänglichen Schwierigkeiten konnte sich der Defensivspieler auch dort durchsetzen und kam am Ende sogar auf drei NHL-Einsätze für den Kooperationspartner New York Islanders. Dennoch war ein Sprung in die National Hockey League unwahrscheinlich, und so schloss sich der Kanadier zur Saison 2006/07 den Eisbären Berlin an. Zunächst bekam Jarrett einen Einjahresvertrag, der aber am Ende der Saison nicht verlängert wurde, sodass er zu HPK Hämeenlinna in die höchste finnische Spielklasse, die SM-liiga, wechselte. Hier konnte er die Verantwortlichen jedoch ebenfalls nicht von sich überzeugen und verließ den Verein noch während der laufenden Saison. Am Ende unterschrieb der Verteidiger einen Vertrag bei Jokerit Helsinki, konnte sich aber auch dort nicht durchsetzen und wechselte erneut den Verein. Seine letzte Karrierestation in der Saison 2007/08 waren dann die Malmö Redhawks.
Nachdem er die Spielzeit 2008/09 für die Nürnberg Ice Tigers absolviert hatte, wechselte er zur folgenden Saison zu den Graz 99ers. Von dort wechselte er nach nur einer Spielzeit nach Asien in die Asia League Ice Hockey zu den Tohoku Free Blades, um nach nur einer erfolgreichen Spielzeit wieder den Weg zurück nach Graz anzutreten. Mit dem japanischen Eishockeyklub wurde Jarrett in der Saison 2010/11 Meister, zudem war er mit 18 Toren und 51 Scorerpunkten statistisch der beste Verteidiger der Liga. Nach seiner Rückkehr nach Österreich stieg er zum Kapitän der 99ers auf, konnte sich aber mit der Mannschaft nicht für die Play-offs qualifizieren, dennoch wurde sein Vertrag im Februar 2012 um ein weiteres Jahr verlängert. In der folgenden Saison 2012/13 schaffte er mit der Mannschaft den Sprung in die Play-offs, wo das Team im Viertelfinale gegen den späteren Meister EC KAC ausschied. Am 15. März 2013 wurde der Wechsel Jarretts innerhalb der Liga zum EC VSV bekanntgegeben; er erhielt einen Vertrag mit einer Laufzeit von zwei Jahren und wurde bei Saisonbeginn zum Assistenzkapitän bestimmt. Die Saison 2013/14 schloss er als drittbester Scorer des EC VSV ab. Nach der folgenden Spielzeit konnte er sich nicht auf eine Vertragsverlängerung mit dem VSV einigen und verließ den Verein.

## Karrierestatistik
(Legende zur Spielerstatistik: Sp oder GP = absolvierte Spiele; T oder G = erzielte Tore; V oder A = erzielte Assists; Pkt oder Pts = erzielte Scorerpunkte; SM oder PIM = erhaltene Strafminuten; +/− = Plus/Minus-Bilanz; PP = erzielte Überzahltore; SH = erzielte Unterzahltore; GW = erzielte Siegtore; 1 Play-downs/Relegation; Kursiv: Statistik nicht vollständig)